# Kim Gloss
Kim Rafaela Debkowski (Hamburgo, 23 de agosto de 1992), conocida artísticamente como Kim Gloss, es una cantante y personalidad de televisión alemana.

## Carrera
En 2009 participó en Deutschland sucht den Superstar, pero se retiró. En 2010 volvió a participar en Deutschland sucht den Superstar, alcanzando el cuarto lugar. Luego de dicho programa, consiguió un contrato de grabación con el sello MOKOH Music/Sony Music y grabó su álbum debut Rockstar con Jan-Eric Kohrs y Stephan Moritz de Wunderkind-Entertainment. El álbum fue lanzado el 13 de mayo de 2011. Del álbum se lanzaron dos sencillos con producciones de video. Con motivo de la Copa Mundial Femenina de Fútbol de 2011, Gloss publicó su primer título en alemán, Wir spielen zusammen ("Jugamos juntos").
En enero de 2012 fue candidata para el reality show Ich bin ein Star – Holt mich hier raus! En la final ocupó el segundo lugar detrás de la "reina de la jungla" Brigitte Nielsen. Durante su estancia en el "campamento de la jungla", su single Ray Bom A Bom A fue lanzado para descargar en Alemania.
Su embarazo de su entonces pareja Rocco Stark, quien también estuvo en el programa Ich bin ein Star – Holt mich hier raus! (2012), estuvo acompañado por un equipo de rodaje de RTL. Desde el 19 de noviembre de 2012 se emitieron cinco episodios en la revista de RTL Punkt 12 y el 29 de marzo de 2013 se emitió el programa de dos horas Hilfe, wir kriegen ein Baby. La hija de la pareja nació el 11 de febrero de 2013. El 18 de junio de 2013, Rocco Stark anunció la separación de la pareja a través de Facebook.
En 2015 apareció en la portada de la edición de mayo de la Playboy alemana. Anteriormente se había sometido a una operación de aumento de senos.
El 10 de marzo de 2019, Gloss apareció en Promi Big Bounce. Tiene su propia línea de maquillaje, KISHA Cosmetics, desde 2019.

## Televisión
| Año       | Programa                                          |
| --------- | ------------------------------------------------- |
| 2009-2010 | Deutschland sucht den Superstar                   |
| 2012      | Ich bin ein Star – Holt mich hier raus!           |
| 2012      | Das perfekte Promi-Dinner                         |
| 2012      | Punkt 12                                          |
| 2012      | Markus Lanz                                       |
| 2013      | Promi Shopping Queen                              |
| 2013      | Hilfe, wir kriegen ein Baby                       |
| 2014      | Sport1 Sport Quiz                                 |
| 2015      | Promi Shopping Queen                              |
| 2016      | Die große ProSieben Völkerball Meisterschaft 2016 |
| 2018      | Wir bekommen dein Baby – Promimütter helfen       |
| 2019      | Promi Big Bounce                                  |
| 2020      | Ich bin ein Star – Die Stunde danach              |

## Discografía
| Álbum     | Álbum                                     |
| --------- | ----------------------------------------- |
| 2011      | Rockstar                                  |
| EPs       |                                           |
| 2011      | The Collection                            |
| Sencillos |                                           |
| 2011      | Famous in Paris                           |
| 2011      | Rockstar                                  |
| 2011      | Weltmeister werden [Wir spielen zusammen] |
| 2012      | Ray Bom A Bom A                           |
| 2012      | Is It Love                                |
| 2012      | Barbie Girl 2012                          |
| 2013      | Holy Night                                |
| 2014      | Ich lieg an der Playa                     |
| 2014      | Wir sind VIP                              |